# 稲田直治
稲田 直治（いなだ なおじ、1942年7月14日 - ）は、日本の実業家。元あおみ建設社長。長崎県出身。

## 経歴・人物
1942年長崎県生まれ。1967年京都大学工学部土木工学科卒業後、同年国土総合開発入社。1977年国土総合建設に入社し、取締役九州支店長、常務取締役技術本部長などを経て、2002年6月同社代表取締役社長に就任した。2008年4月、国土総合建設と佐伯建設工業の合併によって誕生した佐伯国総建設（同年7月「あおみ建設」に社名変更）の社長に就任。佐伯建設工業の大谷昭義社長が会長に就いた。収益基盤の安定化を目的として組織再編や人員削減などを進めたが、景気の冷え込みを受けて業績が悪化し、2009年2月に会社更生法の適用を申請、同年3月に社長を辞任した。辞任は健康上の理由によるものであったという。

## 略歴
- 1967年
  - 3月 - 京都大学工学部卒業
  - 4月 - 国土総合開発入社
- 1977年11月 - 国土総合建設入社
- 1985年4月 - 同社福岡支店工事部長
- 1990年10月 - 同社技術本部地盤改良部長兼技術開発部長
- 1995年11月 - 同社技術開発本部技術開発部長兼情報システム担当
- 1996年6月 - 同社取締役九州支店長
- 2000年6月 - 同社取締役技術本部長
- 2001年6月 - 同社常務取締役技術本部長
- 2002年6月 - 同社代表取締役社長
- 2008年
  - 4月 - 佐伯国総建設代表取締役社長
  - 7月 - あおみ建設代表取締役社長（社名変更による）
- 2009年3月 - 同 辞任